# Sandra Torres (Politikerin)

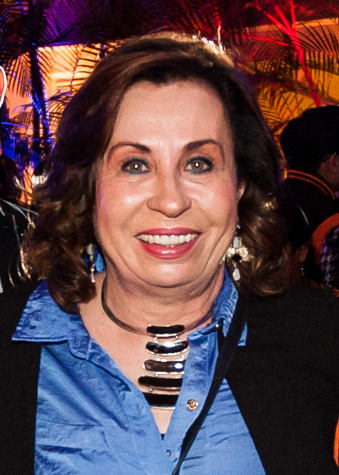
Sandra Torres 2016

Sandra Julieta Torres Casanova, Aussprache ['sandɾa xu'lieta 'tores kasa'noba], (* 5. Oktober 1955 in Melchor de Mencos) ist eine guatemaltekische Politikerin und ehemalige Präsidentengattin.

## Leben
Sandra Julieta Torres Casanova wurde als drittes von fünf Geschwistern geboren. In ihrer Kindheit und Jugend zog die Familie einige Jahre ins benachbarte Belize. Torres studierte Kommunikationswissenschaft an der Universidad de San Carlos in Guatemala-Stadt.
Sandra Torres heiratete 2002 den Sozialdemokraten Álvaro Colom Caballeros und nahm den Namen Sandra Torres de Colom an. 2008 wurde Álvaro Colom Staatschef. Als First Lady von Guatemala übernahm sie viele Sozialprogramme. Sie wurde für intransparente Finanzen der Programme kritisiert, die Programme brachten ihr aber auch Unterstützung bei der armen Bevölkerung am Land. 2011 zeigte sie selbst Ambitionen auf das Präsidentenamt. Da engen Verwandten des Präsidenten die Kandidatur als Nachfolger gesetzlich verboten ist, ließ sich das Paar im April 2011 scheiden. Dennoch wurde ihr Antreten zur Wahl 2011 vom Verfassungsgerichtshof nicht zugelassen.
Von 2011 bis 2015 absolvierte sie ein Masterstudium in Öffentlicher Verwaltung an der Universität Rafael Landívar.
Bei der Präsidentschaftswahl 2015 kandidierte sie, unterlag aber in der Stichwahl gegen Jimmy Morales. Von Januar bis Juni 2015 war Torres Generalsekretärin der sozialdemokratischen Partei Unidad Nacional de la Esperanza (UNE). In dieser Zeit sollen Spenden in Millionenhöhe nicht deklariert worden sein, weshalb es zu Ermittlungen gegen UNE kam. Torres bezeichnete die Anschuldigungen als politisch motiviert.
Torres trat erneut zur Präsidentschaftswahl 2019 an und verlor im zweiten Wahldurchgang gegen Alejandro Giammattei.
Während ihres Wahlkampfs zur Präsidentschaftswahl 2019 genoss Torres Immunität. Am 2. September 2019 wurde sie wegen der Vorwürfe, gegen Gesetze zur Wahlkampffinanzierung verstoßen zu haben, verhaftet.
Zur Präsidentschaftswahl im Jahr 2023 trat sie erneut an, verlor jedoch die Stichwahl gegen Bernardo Arévalo.

## Belege
1. 1 2 3  Elsa Cabria: El perfil de Sandra Torres, la maquilera impaciente. In: nomada.gt. 5. September 2015, abgerufen am 18. August 2019 (spanisch)
2. 1 2  Peter Burghardt: Präsidentenpaar in Guatemala: Bis die Verfassung euch scheidet. In: sueddeutsche.de. 11. April 2011, abgerufen am 18. August 2019.
3. 1 2  Jack Guy: Claims of corruption, drug trafficking and political divorce. Welcome to Guatemala's elections. In: cnn.com. 25. Juni 2019, abgerufen am 18. August 2019 (englisch).
4. 1 2  Guatemala election: Former First Lady Sandra Torres wins first round. In: bbc.com. 18. Juni 2019, abgerufen am 18. August 2019 (englisch).
5. ↑  Alejandro Giammattei será el próximo presidente de Guatemala tras vencer a Sandra Torres, El Mundo, 12. August 2019, abgerufen am 20. August 2019.
6. ↑  Guatemala ex-presidential candidate Sandra Torres arrested. In: bbc.com. 2. September 2019, abgerufen am 17. September 2019 (englisch).
7. ↑  Guatemala arrests former presidential candidate on eve of U.N. graft team exit. In: reuters.com. 2. September 2019, abgerufen am 17. September 2019 (englisch).

| Personendaten    | Personendaten                                                                                    |
| ---------------- | ------------------------------------------------------------------------------------------------ |
| NAME             | Torres, Sandra                                                                                   |
| ALTERNATIVNAMEN  | Torres Casanova, Sandra Julieta (vollständiger Name); Torres de Colom, Sandra (früherer Ehename) |
| KURZBESCHREIBUNG | guatemaltekische Politikerin                                                                     |
| GEBURTSDATUM     | 5. Oktober 1955                                                                                  |
| GEBURTSORT       | Melchor de Mencos, Guatemala                                                                     |